# Victor Gruen
Victor David Gruen, tên khai sinh là Viktor David Grünbaum (18 tháng 7 năm 1903 – 14 tháng 2 năm 1980), là một kiến trúc sư gốc Áo nổi tiếng là người tiên phong trong việc thiết kế trung tâm thương mại ở Hoa Kỳ. Ông cũng được ghi nhận vì các đề xuất hồi sinh đô thị được mô tả trong các tác phẩm của mình và áp dụng trong những quy hoạch tổng thể như Fort Worth, Texas (1955), Kalamazoo, Michigan (1958) và Fresno, California (1965). Là một người ủng hộ việc đi bộ hơn đi ô tô trong các lõi đô thị, ông cũng đã thiết kế Kalamazoo Mall – trung tâm thương mại ngoài trời dành cho người đi bộ đầu tiên ở Hoa Kỳ.

## Đầu đời
Victor Gruen sinh ngày 18 tháng 7 năm 1903 trong một gia đình Do Thái trung lưu ở Viên, Áo. Ông theo học kiến trúc tại Học viện Mỹ thuật Viên. Là một nhà xã hội chủ nghĩa, từ năm 1926 đến năm 1934, ông điều hành nhà hát "kabarett chính trị tại Naschmarkt". Vào thời điểm đó, ông quen biết và làm bạn với Felix Slavik – thị trưởng tương lai của Viên.

## Sự nghiệp
Là một kiến trúc sư, ông làm việc cho Peter Behlings, và năm 1933 đã mở công ty kiến trúc của riêng mình tại Viên. Công ty của ông chuyên tu sửa cửa hàng và căn hộ.
Khi Đức sáp nhập Áo vào năm 1938, ông di cư sang Hoa Kỳ "với một tấm bằng kiến trúc sư, tám đô la và không biết tiếng Anh." Đến New York, ông đổi tên từ Grünbaum sang Gruen và bắt đầu vẽ phác thảo. Sau thành công của thiết kế cho cửa hàng bán đồ da Lederer trên đại lộ Fifth Avenue, ông nhận được thêm hoa hồng cho thiết kế cửa hàng, bao gồm Ciro's trên Fifth Avenue, Steckler's trên Broadway, Paris Decorators trên Bronx Concourse và mười một chi nhánh của chuỗi quần áo Grayson's.
Năm 1941, ông chuyển đến Los Angeles và tái hôn. Một thập kỷ sau vào năm 1951, ông thành lập công ty kiến trúc "Victor Gruen Associates", không lâu nữa trở thành một trong những văn phòng quy hoạch lớn thời bấy giờ. Sau chiến tranh, ông đã thiết kế một cơ sở mua sắm ngoài trời đầu tiên ở ngoại ô có tên Northland Mall gần Detroit vào năm 1954. Sau thành công của dự án đầu tiên, ông đã thiết kế công trình nổi tiếng nhất của mình cho các chủ cửa hàng của Dayton Department, đó chính là trung tâm thương mại kín đầu tiên của Hoa Kỳ mang tên Southdale Mall với diện tích 800.000 foot vuông (74.000 m2) ở Edina, Minnesota. Khai trương vào năm 1956, Southdale đóng vai trò là trung tâm của một cộng đồng chính thức và đã thành công về mặt thương mại, nhưng thiết kế ban đầu chưa bao giờ được hoàn thiện vì các tòa nhà chung cư, trường học, cơ sở y tế, công viên và hồ không được xây dựng. Bởi ông đã phát minh ra trung tâm thương mại hiện đại, cây bút Malcolm Gladwell của tờ The New Yorker cho rằng "Victor Gruen có thể là kiến trúc sư có ảnh hưởng nhất của thế kỷ 20."
Cho đến giữa thập niên 1970, văn phòng của ông đã thiết kế hơn năm mươi trung tâm mua sắm ở Hoa Kỳ. Gruen là kiến trúc sư chính cho một dự án phát triển nhà ở cao cấp được xây dựng trên khu đất rộng 48 mẫu Anh (190.000 m2) của Boston – khu phố West End cũ của Massachusetts. Tòa đầu tiên trong số tòa tháp và quảng trường Gruen được hoàn thành vào năm 1962. Công trình này, mang tên Charles River Park, được nhiều người coi là sự tưởng tượng lại cách tàn nhẫn về một khu dân cư cũ của người nhập cư (Gans, O'Conner, The Hub). Năm 1956, Gruen phác thảo một quy hoạch phục hồi toàn diện cho quận kinh doanh trung tâm ở Fort Worth, Texas, nhưng hầu hết các thành phần của quy hoạch không bao giờ được thực hiện. Tiến sĩ ETH Ing. Walid Jabri, kiến trúc sư và kỹ sư kết cấu, đã thiết kế khu phức hợp kinh doanh Center Gefinor rộng 55.000 mét vuông, được xây dựng vào cuối những năm 1960 trên đường Rue Clémenceau ở Beirut, Lebanon, ở đây Victor Gruen thiết kế khu thương mại hoàn chỉnh ở tầng trệt và tầng lửng sau khi hoàn thành phần thân. Gruen cũng đã thiết kế Greengate Mall ở Greensburg, Pennsylvania, khai trương vào năm 1965 và Lakehurst Mall ở Waukegan, Illinois, khai trương năm 1971.
Năm 1968, ông trở về Viên và tham gia vào việc chuyển đổi dần nội thành sang phố đi bộ nhưng chỉ có một số phần được thực hiện, bao gồm Kärntner Straße và Graben.
Trong một bài phát biểu tại Luân Đôn vào năm 1978, Gruen đã không chấp nhận sự phát triển trung tâm thương mại vì đã tuyên bố ý tưởng của mình là "con hoang": "Tôi từ chối trả tiền cấp dưỡng cho những phát triển khốn nạn đó." Ông qua đời vào ngày 14 tháng 2 năm 1980 ở Viên.

## Gia đình
Gruen là con của Adolf Grünbaum và Elisabeth Lea Levy. Ông có bốn người vợ (không theo thứ tự): Elsie Krummeck, Alice Kardos, Kemija Salihefendic-Abazz và Lazette E. McCormick Van Houten. Ông cưới Van Houten vào năm 1951 và có hai người con, họ chung sống với nhau cho đến khi bà qua đời vào năm 1962.

## Ảnh hưởng
Cuốn sách The heart of our cities: The urban crisis: diagnosis and cure của Gruen là một ảnh hưởng lớn đối với những hoài bảo quy hoạch thành phố của Walt Disney và các ý tưởng ban đầu của ông cho công viên giải trí Epcot. Tên của ông được đặt cho hiệu ứng Gruen, được định nghĩa là tác động của bố cục trung tâm thương mại lên ý định mua sắm của người tiêu dùng, làm mất đi kế hoạch mua sắm ban đầu và khiến họ dễ chi tiêu tự phát nhiều hơn. Tuy nhiên, ông không thích các kỹ thuật tâm lý như vậy.

### Gruen v. Gruen
Năm 1963, vào sinh nhật lần thứ 21 của mình, con trai của Gruen là luật sư người New York Michael S. Gruen (khi ấy là sinh viên Đại học Harvard) được tặng bức tranh "Schloss Kammer am Attersee II" của Gustav Klimt. Trong khi quyền sở hữu bức tranh được trao cho người con vào năm 1963, Gruen vẫn tiếp tục treo nó trong phòng khách và thậm chí trả tiền bảo hiểm và sửa chữa. Sau cái chết của ông vào năm 1980, người vợ Kemija đã từ chối giao bức tranh cho Michael, dẫn đến một vụ kiện mang tính bước ngoặt tại Tòa án Tối cao và Tòa án phúc thẩm New York. Tòa án phúc thẩm phán quyết rằng cơ sở của quà tặng, bao gồm cả nguyên đơn có trách nhiệm chứng minh đồ vật trong nhà là một món quà và các yếu tố cần thiết của một món quà theo một tiêu chuẩn rõ ràng và thuyết phục. Kemija Gruen tuyên bố rằng nếu bức tranh được tặng sau khi qua đời, ngay cả khi sự sắp xếp như vậy được thực hiện nhiều năm trước đó, thì di chúc (không phải một lá thư) sẽ mang tính hướng dẫn như định đoạt. Michael Gruen cuối cùng đã được trao 2,5 triệu đô la.

## Tưởng niệm
Ngày 18 tháng 7 năm 2015 (tức ngày sinh của ông), Ngày Gruen được tổ chức thường niên lần đầu tiên tại Bayfair Center, San Leandro, California để tưởng niệm ông.

## Trung tâm thương mại đã thiết kế
- Northland Center, Southfield, Michigan, 1954
- Woodmar Plaza, Hammond, Indiana, 1954
- Westfield Valley Fair, San Jose, California, 1956
- Southdale Center, Edina, Minnesota, 1956
- Riverside Plaza, Riverside, California, 1957
- Bayfair Center, San Leandro, California, 1957
- Eastland Center, Harper Woods, Michigan, 1957
- Glendale Town Center, Indianapolis, Indiana, 1958
- Maryvale Shopping City, Phoenix, Arizona, 1959
- Kalamazoo Mall, Kalamazoo, Michigan, 1959
- South Bay Center, Redondo Beach, California, 1959
- South Shore Plaza, Boston, Massachusetts, 1961
- Winrock Center, Albuquerque, New Mexico, 1961
- Cherry Hill Mall, Cherry Hill, New Jersey, 1961
- Brookdale Center, Brooklyn Center, Minnesota, 1962
- Midtown Plaza, Rochester, New York, 1962
- Northway Mall, Pittsburgh, Pennsylvania, 1962
- Randhurst Mall, Mount Prospect, Illinois, 1962
- Westfield Topanga, Canoga Park, California, 1964
- Fulton Mall, Fresno, California, 1964
- Greengate Mall, Pittsburgh, Pennsylvania, 1965[17]
- South Hills Village, Pittsburgh, Pennsylvania, 1965
- Westland Center, Westland, Michigan, 1965
- Plymouth Meeting Mall, Philadelphia, Pennsylvania, 1966
- South Coast Plaza, Costa Mesa, California, 1967
- Midland Mall, Warwick, Rhode Island, 1967

### Thiết kế bởi Gruen Associates
- Yorktown Center, Lombard, Illinois, 1968
- Rosedale Center, Roseville, Minnesota, 1969
- Southland Center, Taylor, Michigan, 1970
- Lakehurst Mall, Waukegan, Illinois, 1971[17][31]
- Central City Mall, San Bernardino, California, 1972
- Commons Mall, Columbus, Indiana, 1973
- Ridgedale Center, Minnetonka, Minnesota, 1974
- Westfield Culver City, Culver City, California, 1975
- Twelve Oaks Mall, Novi, Michigan, 1977
- Port Plaza Mall, Green Bay, Wisconsin, 1977[32]

## Tác phẩm chọn lọc
- Victor Gruen, Larry Smith (1960) Shopping towns USA: The planning of shopping centers New York: Reinhold
- Victor Gruen (1965) The heart of our cities: The urban crisis: diagnosis and cure London: Thames and Hudson
- Victor Gruen (1973) Centers for the urban environment: Survival of the cities New York: Van Nostrand Reinhold